# Rhodomyrtus obovata
Rhodomyrtus obovata är en myrtenväxtart som beskrevs av Cyril Tenison White. Rhodomyrtus obovata ingår i släktet Rhodomyrtus och familjen myrtenväxter.
Artens utbredningsområde är Papua Nya Guinea. Inga underarter finns listade i Catalogue of Life.